# Богдан Прошек
Богдан Прошек (на чешки: Bohdan Prošek) роден като Теодор Прошек е чешки предприемач, прекарал по-голямата част от живота си в България. Той е брат на Иржи Прошек и братовчед на Вацлав и Йозеф Прошек.

## Биография
Богдан Прошек е роден на 2 юли 1858 година. През 1878 г. пристига в България, където от 1871 се е установил брат му, Иржи. Заедно с него основава през 1879 първата печатница в град София, през 1884 – Пивоварна „Прошек“, най-голямата в града по това време, а по-късно и керамична фабрика.
Богдан Прошек, заедно със своя брат (Иржи Прошек) издигат двете кооперации в гр. София на улица „Сан Стефано“ – 22 и 24. Католическата църква „Свети Франциск“ в София е също построена от него.

## Обществена признателност
Паметник на братята Иржи (Георги) и Богдан Прошек е създаден от известния български скулптор Георги Чапкънов и открит по случай 170 години от рождението на Георги Прошек.
Информация на братята Прошек може да бъде намерена на сайта посветен на тяхното дело, както и в специализиран сайт Архив на оригинала от 2019-04-01 в Wayback Machine. за известни личности, свързани с историята на България.
За братя Прошек и техните наследници е документалният филм „Поучителната история за живота на братя Прошек“ (2014), реж. Любомир Халачев, сц. Влади Киров.
- Църква „Свети Франциск“ в София